# جوزيف ماسون (سياسي أمريكي، مواليد 1840)
جوزيف ماسون هو سياسي أمريكي، ولد في 28 يناير 1840 في مونتريال في كندا، وتوفي في 11 فبراير 1881.